# Kalininfront

Opmars van het Kalininfront

Het Kalininfront (Russisch: Калининский фронт) was een legergroep (front) van het Sovjetleger gedurende de Tweede Wereldoorlog. Het Kalininfront is, nadat de Duitsers de Sovjet-Unie zijn binnengevallen, door Stavka opgericht. De oprichting vond plaats op 17 oktober 1941 en het Kalininfront werd gevormd uit delen van het 22e, 29e en 30e Leger. Op 10 oktober 1943 werd het front samengevoegd met het Baltische Front. Het Baltische Front werd opgedeeld in het 1e Baltische Front, waar het Kalininfront grotendeels onder viel, en het 2e Baltische Front. Op 19 november datzelfde jaar werden deze troepen versterkt met troepen van het Noordwestelijk Front.

## Kalininfront
In november 1942 lanceerde het Kalininfront, samen met de legers van het Westelijk Front, Operatie Mars. Het doel van deze operatie was het doorbreken van de Duitse verdediging in de omgeving van Rzjev en Vjazma. Het 3e Stoottroepenleger was inmiddels gearriveerd aan het Kalininfront. Zij begonnen Operatie Mars, op 24 november, en hadden het doel om het Duitse 3e Pantserleger bij Velikije Loeki uit te schakelen. Een dag na aanvang van de operatie zouden de troepen van het Kalininfront en het Westelijk Front de Duitse troepen in en nabij Rzjev aanvallen en trachten te verdrijven. De hele operatie werd door het Russische 22e, 29e en 30e Leger (Kalininfront) en het Russische 20e, 31e, 39e en 41e Leger uitgevoerd.

## 1e Baltische front
Op 10 oktober 1943 werd het Kalininfront samengevoegd met het grotere Baltische Front. Het Baltische front werd opgesplitst in twee fronten, het 1e Baltische Front, waar het Kalininfront grotendeels onder viel, en het 2e Baltische Front.
Het 2e Baltische front nam in de zomer van 1944 deel aan Operatie Bagration. Na deze operatie kreeg het 1e Baltische front de opdracht om, onder leiding van Ivan Bagramjan, in het noorden Heeresgruppe Nord zover mogelijk terug te drijven.
Samen met het 3e Wit-Russische Front rukten het 6e Gardeleger en het 43e Leger op 22 juni 1944 in de richting van Vitsebsk op. Het doel was om de stad in zijn voor een zo groot mogelijk deel te omsingelen, wat ook lukte. Het Duitse 53e Legerkorps, dat Vitsebsk verdedigde, werd in de loop van de strijd in zijn geheel vernietigd.